# Le Conservateur (groupe mutualiste)
Pour les articles homonymes, voir Le Conservateur (homonymie).
 (août 2022).
L'article doit être relu — et modifié si nécessaire — par des contributeurs indépendants pour apporter un regard critique aux contributions effectuées en violation des conditions d'utilisation de Wikipédia, tant sur la forme (notamment concernant le style encyclopédique, la proportionnalité) que sur le fond (la neutralité de point de vue, la qualité et l'indépendance des sources).
Le Conservateur est un groupe mutualiste français et indépendant spécialisé dans la gestion de patrimoine créé par les frères Riffault en 1844. Le groupe, présidé depuis 2015 par Gilles Ulrich, est un acteur d’épargne long-terme spécialisé dans la tontine, système développé par Lorenzo Tonti sous le règne de Louis XIV,.

## Historique

### Création auXIXesiècle
Les Associations Mutuelles Le Conservateur sont créées en 1844 par les frères Eugène Riffault, censeur à la banque de France et Juste-Frédéric Riffault, Général, homme politique français et commandant de l’École polytechnique. L’objectif du Conservateur est alors de « développer et moderniser le système tontinier imaginé par Lorenzo Tonti au XVIIe siècle »,.

### Développement auXXesiècle
En 1976, création des Assurances Mutuelles Le Conservateur, société d’assurance à forme mutuelle, régie par le Code des Assurances, proposant des contrats d’assurance-vie, de retraite, de capitalisation et de prévoyance. En 1988, le Groupe crée Conservateur Finance, société de financement et entreprise d’investissement qui diffuse des produits financiers de la société mère. En 1989, le Groupe fonde Conservateur Gestion Valor, société de gestion de portefeuille agréée par l’AMF, notamment spécialisée dans le domaine de gestion obligataire. En 1997, le Groupe lance Conservateur Patrimoine, une société de courtage d’assurances, de transactions immobilières et de conseil en investissements financiers.

### Dynamique actuelle
En 2015, Gilles Ulrich est nommé président du Directoire du Groupe.
En 2019, Le Conservateur regroupe 580 Agents Généraux d’Assurance sur toute la France et génère une collecte Groupe de 757 millions d’euros en 2019. Fin 2019, Le Conservateur compte 248 000 sociétaires et 135 000 tontiniers en France.
A fin 2020, la collecte Groupe s'élevait à 868 millions d'euros, et les encours sous gestion à 9,2 milliards d'euros.
A fin 2021, la collecte Groupe s'élevait à 1 061 millions d'euros, et les encours sous gestion à 9,9 milliards d'euros.
A fin 2022, le Groupe a généré une collecte de 1 114 millions d'euros et regroupe désormais 680 Agents Généraux d'Assurance sur toute la France.
Sur l’année 2024, le Groupe a généré une collecte brute de 1 321 millions d’euros, 11.1 milliards d'encours sous gestion et regroupe désormais 740 Agents Généraux d’Assurance sur toute la France.

## Activités

### La Tontine
La Tontine, Association collective d’épargne viagère, est un système d’épargne long terme, qui réunit des épargnants décidant d’investir des fonds en commun pendant un horizon de placement déterminé, compris entre 8 et 25 ans,.

### Autres activités
Le Conservateur propose des contrats d’assurance-vie, permettant de répartir les investissements sur différents supports proposés par le Groupe, des contrats de prévoyance, d’épargne retraite, de contrats de capitalisation, de prévoyance, des placements financiers, des solutions entreprise,, et une offre immobilière.
De 2013 à 2015, Le Conservateur est le partenaire officiel du skipper Yannick Bestaven qui remporte la Transat Jacques-Vabre 2015 à bord du class40 Le Conservateur,,.

## Gouvernance
Le 30 novembre 2015, Le Conservateur fait évoluer son mode de gouvernance, approuvé en Assemblées Générales Extraordinaires, en créant un Conseil de Surveillance et un directoire. Jean-Pierre Morin, ancien président du conseil d’administration devient président du conseil de surveillance et Gilles Ulrich, précédemment directeur général, devient président du directoire. 
Depuis 2020, le Président du Conseil de Surveillance est Olivier Riché.